# 서파푸아 공화국

서파푸아의 국기, 아침별기

서파푸아 공화국의 문장

서파푸아 공화국은 서뉴기니 지역에 선포된 미승인 국가이다. 1961년 12월 1일 서뉴기니 의원들이 국기(아침별기)와 국가 표어를 제정하였다. 네덜란드는 서파푸아 공화국의 독립은 당장 인정하지 않고 해당 깃발과 표어를 서뉴기니 지역의 깃발과 표어로 인정하였다. 그러나 인도네시아에 인도되었고, 9년이 넘게 지난 1971년 서파푸아 독립운동가들이 서파푸아 공화국의 독립을 다시 선포하였다.

## 같이 보기
- 서뉴기니
- 자유 파푸아 운동
- 인도네시아 독립 전쟁